# لوفتوس بيكر
لوفتوس بيكر (بالإنجليزية: Loftus Becker)‏ هو محام أمريكي، (و. 1911 – 1977 م).